# Falkensee
Falkensee – miasto we wschodnich Niemczech w kraju związkowym Brandenburgia. Największe miasto powiatu Havelland. Położony tuż przy granicy Berlina, około 20 km na zachód od jego centralnej dzielnicy. Stanowi część berlińskiej aglomeracji.
W mieście rozwinął się przemysł maszynowy oraz elektrotechniczny. Ponadto w Falkensee wyrabia się biżuterię.